# Jesper Wallstedt
Jesper Kedborn Wallstedt (* 14. November 2002 in Västerås) ist ein schwedischer Eishockeytorwart, der seit Mai 2022 bei den Minnesota Wild aus der National Hockey League (NHL) unter Vertrag steht und parallel für deren Farmteam, die Iowa Wild, in der American Hockey League zum Einsatz kommt. 

## Karriere

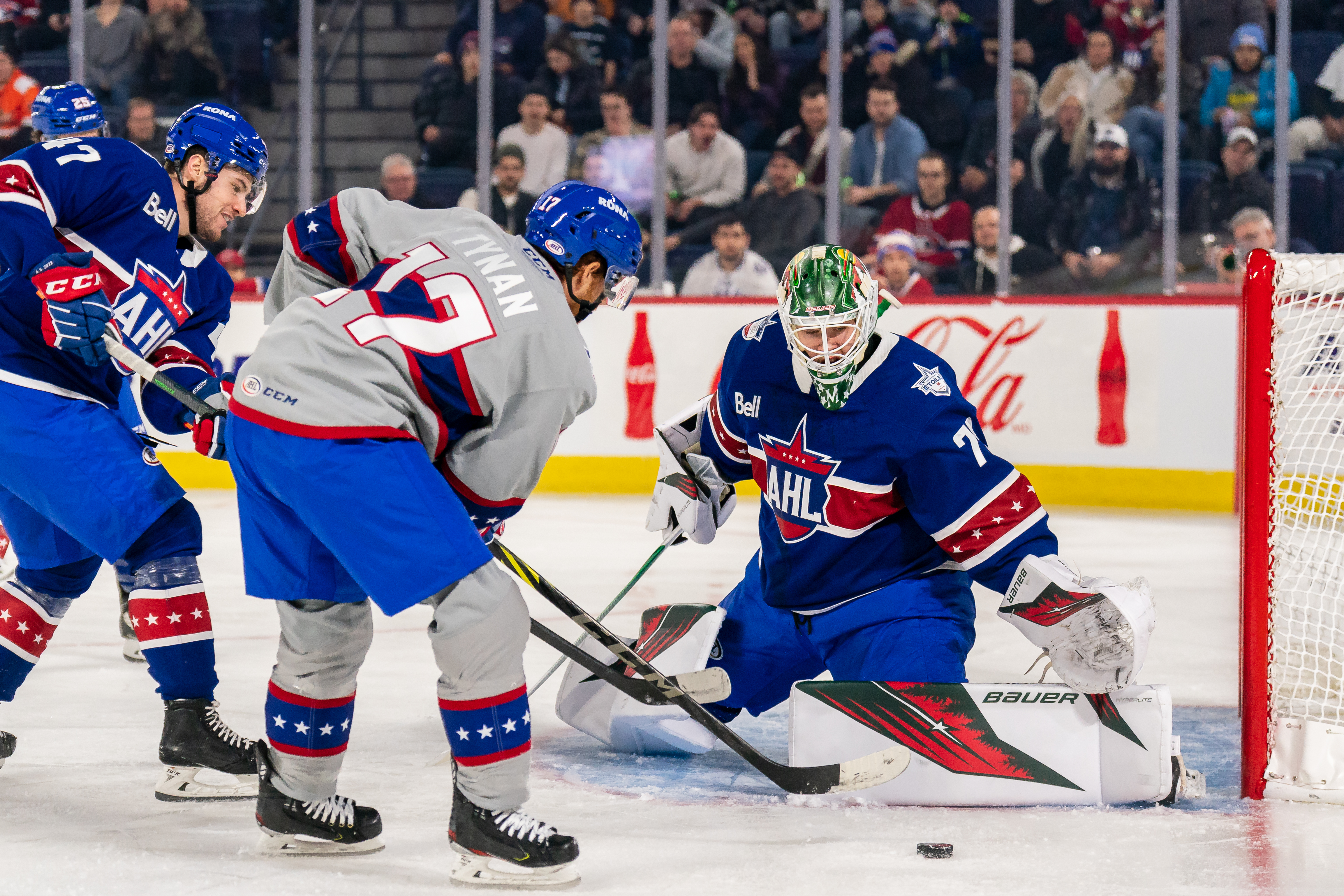
Wallstedt im Tor beim AHL All-Star Classic 2023

Jesper Wallstedt begann seine Karriere als Eishockeyspieler im Nachwuchsbereich VIK Västerås HK, wo er es bis in die J20 SuperElit, die höchste schwedische Juniorenklasse, brachte. Anschließend wechselte der Torwart im Sommer 2018 zum Luleå HF, mit dem er zunächst ebenfalls in der J20 SuperElit spielte. Beim CHL Import Draft 2019 der Canadian Hockey League (CHL) wurde er in der ersten Runde als insgesamt 46. Spieler von den Moose Jaw Warriors aus der Western Hockey League (WHL) gezogen, blieb aber in Schweden. In der Folgesaison wurde der Torhüter erstmals in der Svenska Hockeyligan (SHL) eingesetzt. Nachdem er in der Spielzeit 2020/21 bereits zu 22 Einsätzen gekommen war, wählte ihn Minnesota Wild aus der National Hockey League (NHL) beim NHL Entry Draft 2021 in der ersten Runde als insgesamt 20. Spieler aus. Nach einem weiteren Jahr in Luleå, in dem er den geringsten Gegentorschnitt der Liga aufwies und mit der Mannschaft Vizemeister wurde, wurde er im Mai 2022 von Minnesota unter Vertrag genommen und anschließend nach Nordamerika beordert. Dort spielt Wallstedt seit Beginn der Saison 2022/23 für Minnesotas Farmteam, die Iowa Wild, in der American Hockey League (AHL). In seiner ersten AHL-Spielzeit wurde der Schwede in das Top Prospects Team der Liga gewählt. Sowohl 2023, als auch 2024 wurde er für das AHL All-Star Classic nominiert.
Im Januar 2024 kam Wallstedt zu seinem Debüt für Minnesota in der National Hockey League (NHL). Wenig später unterzeichnete er im Oktober 2024 einen neuen Zweijahresvertrag mit einem Gesamtvolumen von 4,4 Millionen US-Dollar bei den Wild, kommt jedoch weiterhin überwiegend in der AHL zum Einsatz.

### International
Im Juniorenbereich wurde Wallstedt zunächst für die U18-Weltmeisterschaften der Jahre 2018, als er die Bronzemedaille bekam aber nicht eingesetzt wurde, und 2019, als er mit der Mannschaft Weltmeister wurde, nominiert. Mit der schwedischen U20-Auswahl spielte er anschließend bei den U20-Junioren-Weltmeisterschaften 2021 und 2022, als er mit der besten Fangquote und dem geringsten Gegentorschnitt auch zum besten Torhüter des Turniers und in das All-Star-Team gewählt wurde. Mit seinen Leistungen trug er maßgeblich zum Bronzemedaillengewinn der Schweden bei. Des Weiteren gehörte der Torwart bereits zum Aufgebot bei der abgebrochenen U20-Weltmeisterschaft um den Jahreswechsel 2021/22 herum. Ebenso gewann er Medaillen bei den Hlinka Gretzky Cups in den Jahren 2018 und 2019 sowie der World U-17 Hockey Challenge 2018.
Im Herrenbereich nahm Wallstedt für Schweden erstmals an der Weltmeisterschaft 2023 teil und absolvierte dabei drei Spiele. Sein Debüt hatte er zuvor auf der Euro Hockey Tour gefeiert. Des Weiteren gehörte er bei den Welttitelkämpfen 2024 ebenfalls zum Aufgebot, blieb hinter Filip Gustavsson und Samuel Ersson aber ohne Einsatzminuten, als die Schweden Bronze gewannen.

## Erfolge und Auszeichnungen
| - 2022 Schwedischer Vizemeister mit dem Luleå HF - 2022 Geringster Gegentorschnitt der SHL-Hauptrunde - 2023 AHL-Torwart des Monats Januar | - 2023 Teilnahme am AHL All-Star Classic - 2023 AHL Top Prospects Team - 2024 Teilnahme am AHL All-Star Classic |

### International
| - 2018 Bronzemedaille bei der U18-Junioren-Weltmeisterschaft - 2018 Silbermedaille beim Hlinka Gretzky Cup - 2018 Bronzemedaille bei der World U-17 Hockey Challenge - 2019 Goldmedaille bei der U18-Junioren-Weltmeisterschaft - 2019 Bronzemedaille beim Hlinka Gretzky Cup - 2022 Bronzemedaille bei der U20-Junioren-Weltmeisterschaft | - 2022 Geringster Gegentorschnittbei der U20-Junioren-Weltmeisterschaft - 2022 Höchste Fangquote bei der U20-Junioren-Weltmeisterschaft - 2022 Bester Torwart der U20-Junioren-Weltmeisterschaft - 2022 All-Star-Team der U20-Junioren-Weltmeisterschaft - 2024 Bronzemedaille bei der Weltmeisterschaft |

## Karrierestatistik
Stand: Ende der Saison 2024/25

### International
Vertrat Schweden bei:
| - U18-Junioren-Weltmeisterschaft 2018 - Hlinka Gretzky Cup 2018 - World U-17 Hockey Challenge 2018 - U18-Junioren-Weltmeisterschaft 2019 - Hlinka Gretzky Cup 2019 | - U20-Junioren-Weltmeisterschaft 2021 - abgebr. U20-Junioren-Weltmeisterschaft 2022 - U20-Junioren-Weltmeisterschaft 2022 - Weltmeisterschaft 2023 - Weltmeisterschaft 2024 |

(Legende zur Torhüterstatistik: GP oder Sp = Spiele insgesamt; W oder S = Siege; L oder N = Niederlagen; T oder U oder OT = Unentschieden oder Overtime- bzw. Shootout-Niederlage; Min. = Minuten; SOG oder SaT = Schüsse aufs Tor; GA oder GT = Gegentore; SO = Shutouts; GAA oder GTS = Gegentorschnitt; Sv% oder SVS% = Fangquote; EN = Empty Net Goal; 1 Play-downs/Relegation; Kursiv: Statistik nicht vollständig)